# Raimundo Pereira
Raimundo Pereira (sinh ngày 09 tháng 2 năm 1955) là một luật sư Guiné-Bissau, quyền Tổng thống Guiné-Bissau kể từ 09 tháng 1 năm 2012 sau khi Tổng thống Malam Bacai Sanhá qua đời. Pereira đã làm Chủ tịch Hội nghị Nhân dân Quốc gia (quốc hội) kể từ ngày 22 tháng 12 năm 2008. Ông cũng là tổng thống lâm thời từ ngày 03 tháng 3 năm 2009 đến ngày 08 tháng 9 năm 2009. Pereira là một đảng viên của Đảng châu Phi cho độc lập của Guiné và Cabo Verde (PAIGC). 
Trong cuộc bầu cử cơ quan lập pháp tháng 11 năm 2008, trong đó PAIGC giành được một đa số quốc hội, Pereira đã bầu Đại hội Quốc như là một ứng cử viên PAIGC trong đơn vị bầu cử28, ở Bissau. Ông đã được chọn bởi PAIGC để thay thế Francisco Benante (cũng là một thành viên PAIGC) là Chủ tịch của Hội nghị Nhân dân Quốc gia sau khi cuộc bầu cử, và theo đó, vào ngày 22 tháng 12, năm 2008, ông được bầu làm Chủ tịch của Hội nghị Nhân dân Quốc gia. Ông đã nhận được 60 phiếu, trong khi một ứng cử viên đối thủ PAIGC, Heder Proença, đã nhận được 37 phiếu.
Sau vụ ám sát Tổng thống João Bernardo Vieira bởi quân đội ngày 2 tháng 3 năm 2009, quân đội tuyên bố rằng Pereira, là Chủ tịch Hội nghị Nhân dân Quốc gia, sẽ kế nhiệm Vieira làm Tổng thống Guiné-Bissau trên cơ sở lâm thời, phù hợp với hiến pháp. 
Pereira tuyên thệ nhậm chức vào ngày 03 tháng 3 năm 2009, theo hiến pháp, ông có 60 ngày để tổ chức một cuộc bầu cử tổng thống. Thủ tướng Carlos Gomes Junior và đoàn đại biểu một ECOWAS đã có mặt trong lễ nhậm chức của ông. Nhân dịp đó, Pereira đã kêu gọi cộng đồng quốc tế Guiné-Bissau "lấy lại các phản xạ của một nhà nước ổn định". Đảng Đổi mới Xã hội đối lập chỉ trích sư kế nhiệm của Pereira với lập luận rằng "một cuộc tranh luận mở cho tất cả các lực lượng hoạt động trong nước trong diễn đàn thích hợp như quốc hội để phản ánh kiểu nhà nước để thiết lập "sẽ có được thích hợp hơn. Tại tang lễ Vieira ngày 10 tháng ba, Pereira cho biết rằng đáp ứng các thời hạn 60 ngày để tổ chức một cuộc bầu cử mới là" một trong những thách thức lớn nhất của chúng ta".
Pereira đã tìm kiếm sự đề cử PAIGC cho cuộc bầu cử tổng thống, nhưng vào ngày 25 tháng 4 năm 2009, Ban Chấp hành Trung ương đảng PAIGC đã chọn Malam Bacai Sanhá, người là Tổng thống lâm thời của Guiné-Bissau 1999-2000, là ứng cử viên tổng thống của đảng. Ông nhận được 144 phiếu, trong khi Pereira đã nhận được 118 phiếu. Sanhá tiếp tục giành chiến thắng trong cuộc bầu cử và kế vị Pereira ngày 08 tháng 9 năm 2009.